# Emmanuel Grégoire
Pour les articles homonymes, voir Grégoire.
Emmanuel Grégoire, né le 24 décembre 1977 aux Lilas (Seine-Saint-Denis), est un homme politique français.  
Membre du Parti socialiste (PS), il est entre 2018 et 2024 premier adjoint de la maire de Paris Anne Hidalgo, après avoir été successivement son adjoint chargé des ressources humaines, des services publics et de la modernisation de l'administration de 2014 à 2017 puis du budget et de la transformation des politiques publiques de 2017 à 2018.
Il est élu député en 2024 dans la septième circonscription de Paris. Le 30 juin 2025, il remporte la primaire socialiste en vue de l'élection municipale de 2026 à Paris.

## Études et parcours professionnel
Né aux Lilas en Seine-Saint-Denis, Emmanuel Grégoire grandit en Charente-Maritime après le divorce de ses parents. Il est alors scolarisé au collège de Jonzac. Il intègre par la suite l'Institut d'études politiques de Bordeaux (promotion 1999), puis obtient une licence de philosophie. Père de trois enfants, il travaille entre 2008 et 2016 pour une entreprise de conseil médical, B2Ge Conseil.

## Parcours politique

### Débuts dans le12earrondissementet emplois de cabinets
Issu d'une famille de tradition communiste, ses deux grands-pères étaient adhérents du Parti communiste français (PCF) et son père permanent du parti, Emmanuel Grégoire se tourne vers la social-démocratie en 2002, soutenant Lionel Jospin lors de l'élection présidentielle de 2002 .
Il milite dans la section du 12e arrondissement de Paris du Parti socialiste (PS). Gravissant les échelons de l'appareil socialiste, il devient secrétaire de la section de cet arrondissement, puis se voit en 2008 proposer la direction de la campagne municipale du même 12e arrondissement. Bertrand Delanoë réélu, il intègre le cabinet de Jean-Louis Missika, l'adjoint chargé de l’Innovation, de la recherche et des universités. 
Repéré par le directeur de cabinet Nicolas Revel, il devient en 2010 chef de cabinet du maire de Paris jusqu'en 2012,.
À la suite de la victoire de François Hollande à l'élection présidentielle de 2012, Emmanuel Grégoire est recruté à l’Élysée mais atterrit au cabinet du Premier ministre, Jean-Marc Ayrault, d'abord comme chef de cabinet adjoint puis comme chef de cabinet jusqu'en avril 2014.

### Adjoint à la maire de Paris (2014-2024)
Après la démission de Jean-Marc Ayrault, Emmanuel Grégoire retourne à la mairie de Paris. Élu dans le 12e arrondissement lors des élections municipales de 2014, il devient adjoint à la maire de Paris Anne Hidalgo, chargé des ressources humaines, des services publics et la modernisation de l'administration de 2014 à 2017 puis chargé du budget et de la transformation des politiques publiques de 2017 à 2018.
Le 24 septembre 2018, il succède à Bruno Julliard comme premier adjoint d'Anne Hidalgo. Il est reconduit dans ses fonctions à la suite des élections municipales de 2020. 
Catherine Baratti-Elbaz ayant décidé de ne pas se représenter à la mairie du 12e arrondissement, Emmanuel Grégoire est investi tête de liste de l'arrondissement, où il réside depuis plus de vingt ans, pour les élections municipales de 2020. Sa liste fusionne au second tour avec celle d'EÉLV et remporte l'arrondissement avec 54,97 % des suffrages dans un contexte de forte abstention (61,87 % d'abstention au second tour dans l'arrondissement) liée à la pandémie de Covid-19. À la suite du vote du Conseil de Paris du 3 juillet 2020, il demeure premier adjoint d'Anne Hidalgo. Il laisse donc le siège de maire du 12e arrondissement à l'écologiste Emmanuelle Pierre-Marie,.
Durant le second mandat d'Anne Hidalgo, il est notamment en charge de l'urbanisme, mission dans laquelle il parvient à rapprocher les positions des diverses composantes de la majorité municipale pour soutenir l'adoption d'un nouveau plan local d'urbanisme « bioclimatique », conciliant le développement des espaces verts et des logements à loyer maîtrisé, qui est adopté en juin 2023,.
Toutefois, sa relation avec Anne Hidalgo se dégrade après le faible score de cette dernière à l'élection présidentielle de 2022 et les remous liés à sa mission à Tahiti, le maire s'estimant mal soutenue par son premier adjoint, si bien qu'il tire profit de la dissolution de l'Assemblée nationale en juin 2024 pour briguer un siège de député,.

### Député de la7ecirconscription de Paris (depuis 2024)
Succédant au sortant Clément Beaune, il est élu le 30 juin 2024 dès le premier tour des élections législatives de 2024 à Paris dans la 7e circonscription de Paris, avec un score de 50,87 %.
Le 8 juillet 2024, il transmet sa charge de premier adjoint à la maire de Paris à Patrick Bloche en conformité avec les règles de non-cumul des mandats, alors que Lamia El Aaraje lui succède comme adjointe à l'urbanisme.

### Candidat à la mairie de Paris
Le 19 novembre 2024, Emmanuel Grégoire annonce publiquement vouloir représenter le Parti socialiste lors des élections municipales de 2026 à Paris. En décembre, il reçoit le soutien d'Olivier Faure. Il fait face à Rémi Féraud, sénateur de Paris et candidat soutenu par Anne Hidalgo, et Marion Waller, directrice du Pavillon de l'Arsenal.
Le 30 juin 2025, Grégoire remporte la primaire socialiste avec 52,75 % des suffrages exprimés (806 voix) face à Rémi Féraud qui obtient 44,37 % (678 voix) et Marion Waller 2,94 % (44 voix).

## Prises de position
En avril 2024, il appelle à la réquisition des logements vacants en zone tendue, souhaitant que les collectivités puissent avoir la capacité de réquisitionner ces habitations afin d’assurer le droit au logement et de faire revenir de la population dans la capitale. L’élu de gauche estime que le droit de réquisitionner des collectivités « devra être complété par une taxation efficace des résidences secondaires dans les zones tendues, rendant les villes plus équitables et accessibles ». Il espère parvenir ainsi à « une meilleure mixité sociale » en « luttant contre la gentrification ». Il propose notamment que les collectivités puissent s’appuyer sur des données de consommation d’eau et d’électricité pour détecter les logements inoccupés ou sous-utilisés.
Le même mois, il s'oppose à la promotion sur des panneaux publicitaires du livre de Marguerite Stern et Dora Moutot, Transmania. Selon lui, l'ouvrage propage un « discours de haine » envers les personnes transgenres, qui « va à l’encontre des valeurs portées par la Ville de Paris ». Dora Moutot dénonce « un acte de censure » après que JCDecaux eut retiré la publicité,,.

## Synthèse des résultats électoraux

### Élections législatives
| Année | Parti | Parti    | Circonscription | 1er tour | 1er tour | 1er tour | Issue |
| Année | Parti | Parti    | Circonscription | Voix     | %        | Rang     | Issue |
| ----- | ----- | -------- | --------------- | -------- | -------- | -------- | ----- |
| 2024  |       | PS (NFP) | 7e de Paris     | 30 974   | 50,87    | 1er      | Élu   |

### Élections municipales
Les résultats ci-dessous concernent uniquement les élections où il est tête de liste
| Année | Liste | Liste                           | Commune   | 1er tour | 1er tour | 1er tour | 2d tour | 2d tour | 2d tour | Sièges obtenus | Sièges obtenus | Sièges obtenus |
| Année | Liste | Liste                           | Commune   | Voix     | %        | Rang     | Voix    | %       | Rang    | CA             | CP             | MGP            |
| ----- | ----- | ------------------------------- | --------- | -------- | -------- | -------- | ------- | ------- | ------- | -------------- | -------------- | -------------- |
| 2020  |       | PS-PCF-PP-G·s-AE-ND-R&S-PE-EÉLV | Paris 12e | 13 049   | 33,39    | 1er      | 18 671  | 54,97   | 1er     | 24 / 30        | 8 / 10         | 3 / 4          |